# Dicymbium
Dicymbium es un género de arañas araneomorfas de la familia Linyphiidae. Se encuentra en la zona holártica.

## Lista de especies
Según The World Spider Catalog 12.0:
- Dicymbium elongatum (Emerton, 1882)
- Dicymbium facetum (L. Koch, 1879)
- Dicymbium libidinosum (Kulczynski, 1926)
- Dicymbium nigrum (Blackwall, 1834)
- Dicymbium salaputium Saito, 1986
- Dicymbium sinofacetum Tanasevitch, 2006
- Dicymbium tibiale (Blackwall, 1836)
- Dicymbium yaginumai Eskov & Marusik, 1994